# Circuit Bugatti
Pour les articles homonymes, voir Bugatti (homonymie).
Le circuit Bugatti est un circuit permanent de sports mécaniques situé au sud de la ville du Mans en France. Bien qu'il accueille des courses de voitures et de camions, il est surtout connu pour ses épreuves motocyclistes. Il est également utilisé pour des épreuves d'endurance non mécaniques comme les 24 Heures Roller et les 24 Heures Vélo.
Il ne doit pas être confondu avec le circuit des 24 Heures, tracé temporaire avec lequel il partage les stands et environ un tiers de son tracé.

## Histoire et description

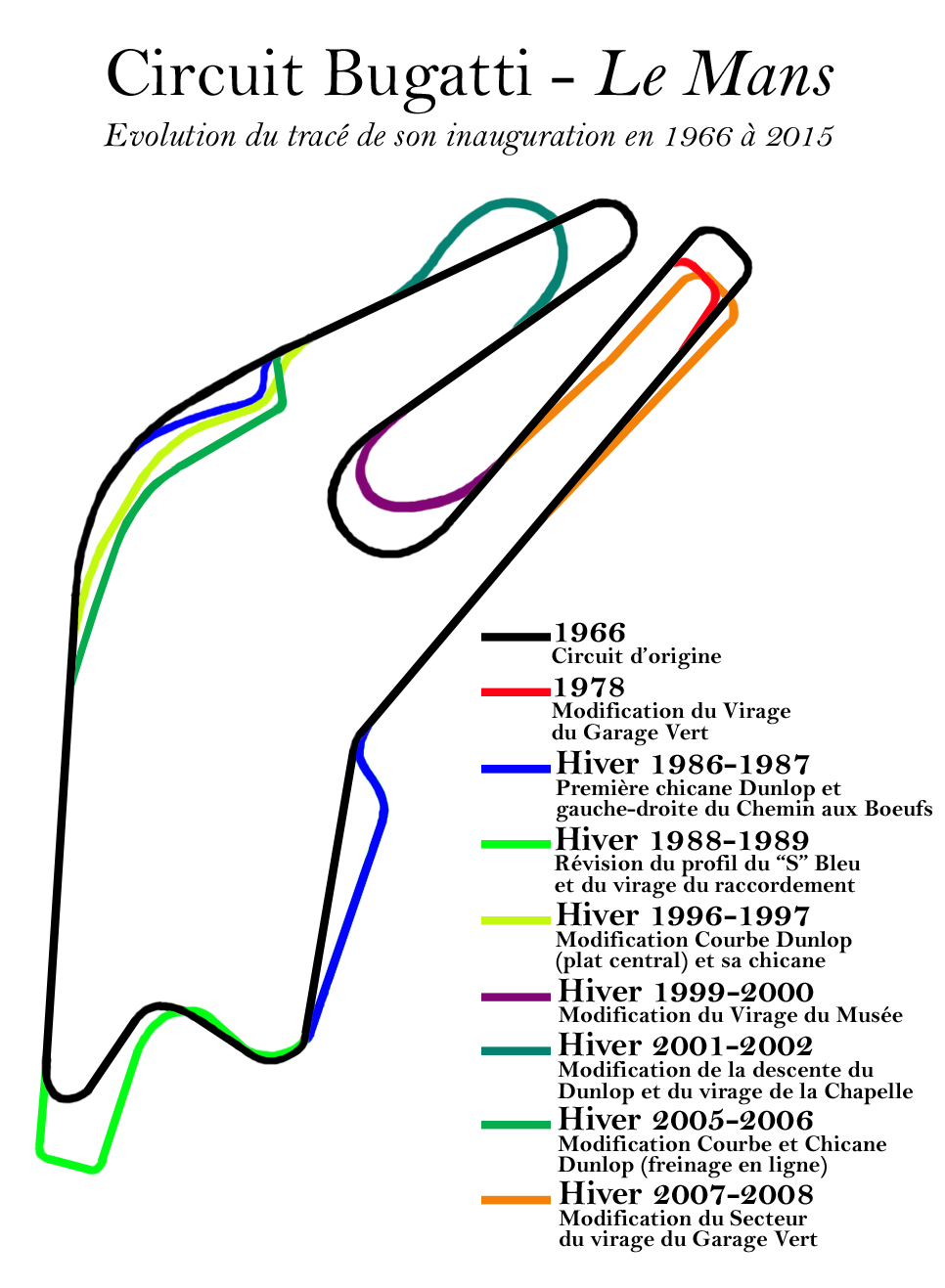
Evolution du tracé du circuit Bugatti du Mans de sa création en 1966 à nos jours (2015)

Construit en 1965 sous l'impulsion de Jacques Finance, Président de la commission sportive de l'Automobile Club de l'Ouest (ACO), et de Jean-Marie Lelièvre, Président de l'ACO, le circuit Bugatti connait de très nombreux aménagements, le « Garage Vert » est le premier virage à subir une légère modification à la fin des années 1970.
Les courbes Dunlop et du Chemin aux Bœufs sont transformées en chicane, la portion du « S » Bleu est totalement modifiée en 1988-1989 lors de la construction des nouveaux stands. Puis le virage du Musée est remodelé pour agrandir le bac à sable. 
En 2002, à la demande de la Fédération internationale de motocyclisme, le « complexe » de la descente du Dunlop et du virage de la Chapelle subit le même sort pour des questions de sécurité. Durant l'hiver 2005-2006, le tracé de la courbe et de la chicane Dunlop est à nouveau modifié à la demande de la FIM sous peine de ne plus faire courir le Grand Prix de France au Mans. En 2008, le tracé du Garage Vert est modifié, allongeant ainsi la piste de 5 mètres. Le village est refait en 2007.
Long de 4 185 m, le circuit présente une montée de 600 mètres de 3,5 % à 7 % entre les stands et la passerelle Dunlop suivie d'une descente de 1 000 m à 2 %. Entièrement fermé, il est complètement éclairé la nuit.

## Formule 1
Le circuit est utilisé une seule fois pour le Grand Prix de France de Formule 1, en 1967. 
| Saison | Date      | Pilote vainqueur | Nationalité | Écurie        | Résultats                            |
| ------ | --------- | ---------------- | ----------- | ------------- | ------------------------------------ |
| 1967   | 2 juillet | Jack Brabham     | Australie   | Brabham-Repco | Grand Prix automobile de France 1967 |

## Usage actuel

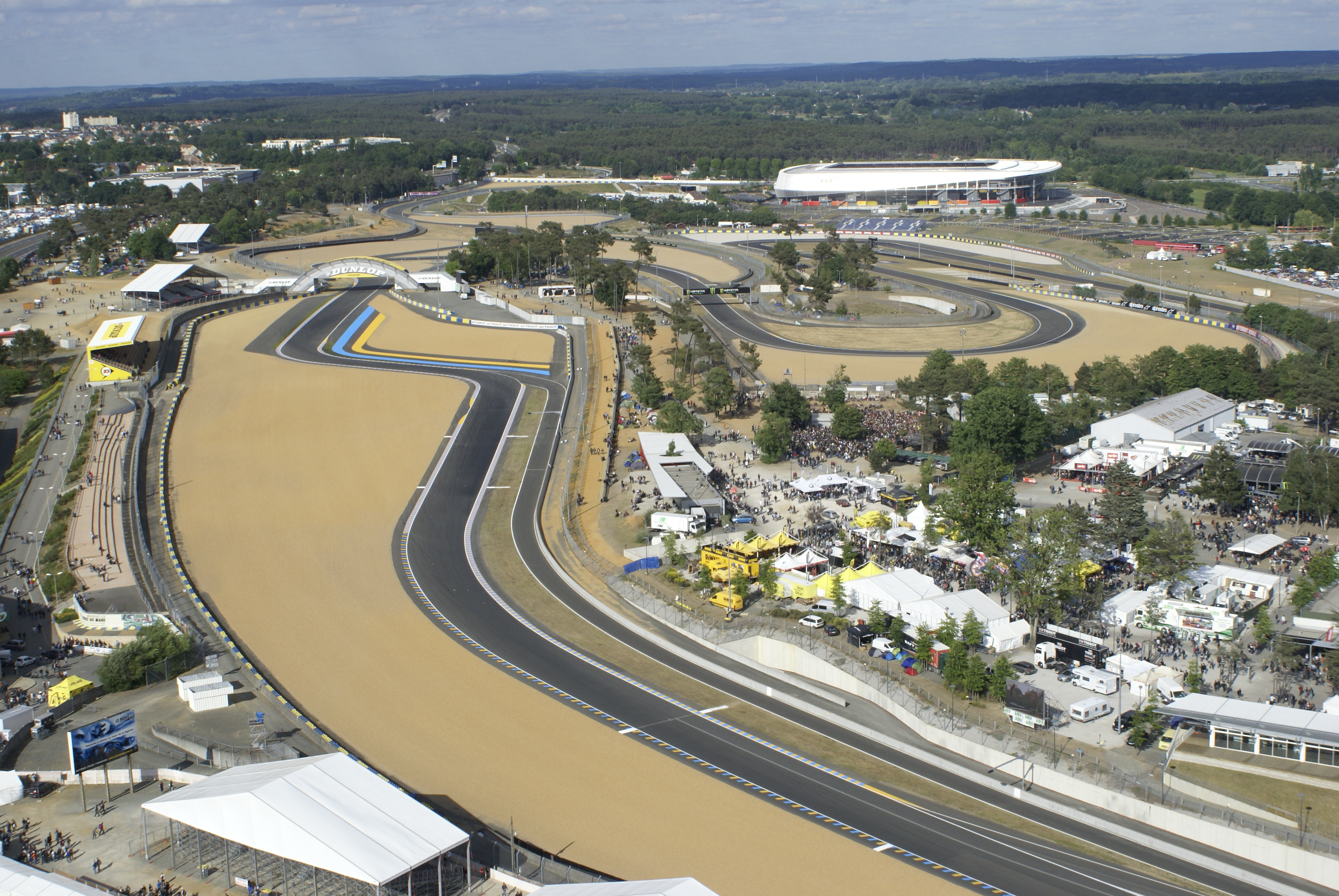
La courbe Dunlop et sa chicane (gauche) et le virage du musée (droite). La ligne de départ/Arrivée se trouve vers le bas et à droite et le stade Marie-Marvingt est en arrière-plan.

Le circuit est utilisé pour le Grand Prix de France moto, les 24 Heures Moto, les 24 Heures Camions,  ainsi que pour des courses historiques telles que LM Story (Le Mans Classic ayant lieu sur le tracé de 13,626 km). Il ouvre également la saison du championnat de France Superbike.
Le circuit a accueilli les World Series by Renault, Formule Renault 3,5 L, Formule Renault 2,0 L, et Mégane Trophy.
Le Bugatti comporte une partie commune avec le circuit des 24 Heures de 13,626 km utilisé pour les 24 Heures du Mans auto. Cette partie s'étend du virage du raccordement au virage de la Chapelle comprenant la ligne droite des tribunes et la chicane Dunlop.
Le circuit accueille une fois par an la course des 24 Heures Rollers, une épreuve d'endurance en rollers, seul, en duo ou par équipe. Depuis 2017, l’épreuve accueille les longboardeurs.
Depuis 2009, les 24 heures vélo Pearl Izumi rassemblent des cyclo-sportifs en solo ou en relais par équipe de deux, quatre, six ou huit,.
Le circuit sert également pour les initiations et stages de pilotage de l'ACO, par exemple sur prototypes Pescarolo.
En 2022, 2023 et 2025, le vidéaste français Squeezie y organise le GP Explorer.

## Records du circuit
Pole position aux World Series by Renault 2015 :
- Formule Renault 3,5 L : 1 min 20 s 648, le 27 septembre 2015, record absolu de la piste réalisé par le pilote chypriote Tio Ellinas[1].

Pole position aux World Series by Renault 2006 :
- Formule Renault 2,0 L : 1 min 36 s 171[2].
- Mégane Trophy : 1 min 42 s 389[3].

Pole position en  Formule 3 Euro Series 2008 :
- Jules Bianchi : 1 min 31 s 328[4].

Record de la piste en MotoGP / Moto2 / Moto3 :
- MotoGP : Fabio Quartararo : 0 h 1 min 29 s 324 le 10 mai 2025[5].
- Moto2 : Manuel González : 1 min 34 s 868 (2024).
- Moto3 : David Alonso : 1 min 40 s 121 (2024).

Pole position Superkart 250 cm3, Championnat de France 2016 :
- Emmanuel Vinuales : 1 min 33 s 122[6].

Record du tour en rollers, aux 24 Heures Rollers 2015 :
- Bart Swings (BEL) : 5 min 32 s[7].

24 heures vélo
- record du tour Maffeïs Dany : 5 min 11 s en 2017[8]
- record de distance en solo Stievenart Evens : 950 km parcourus en 24 heures en 2017 ce qui constitue un record du monde[N 3],[9],[10].

## Évolution du tracé du Circuit Bugatti

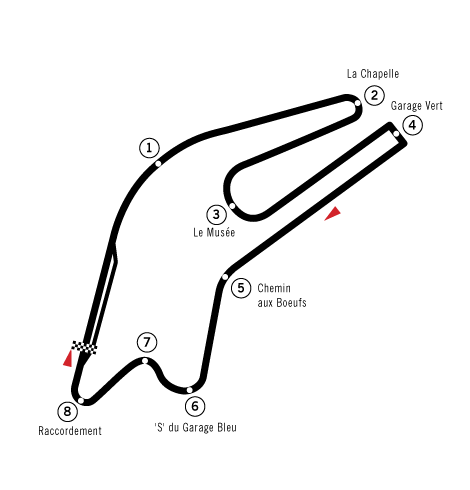
Circuit Bugatti (1965–1985)
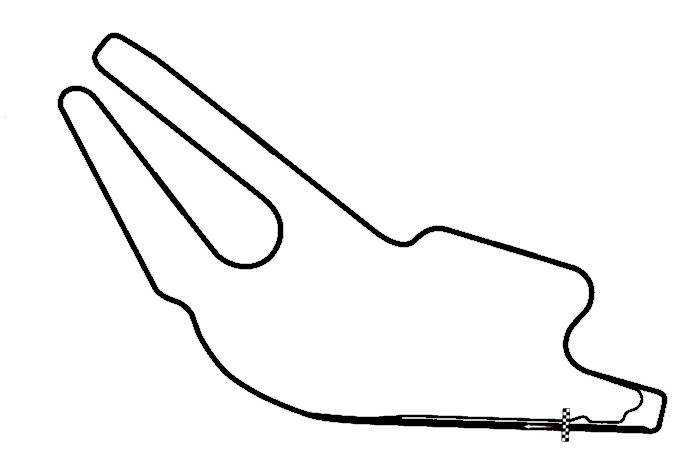
Circuit Bugatti (1989–1996)
Circuit Bugatti (2002–présent)
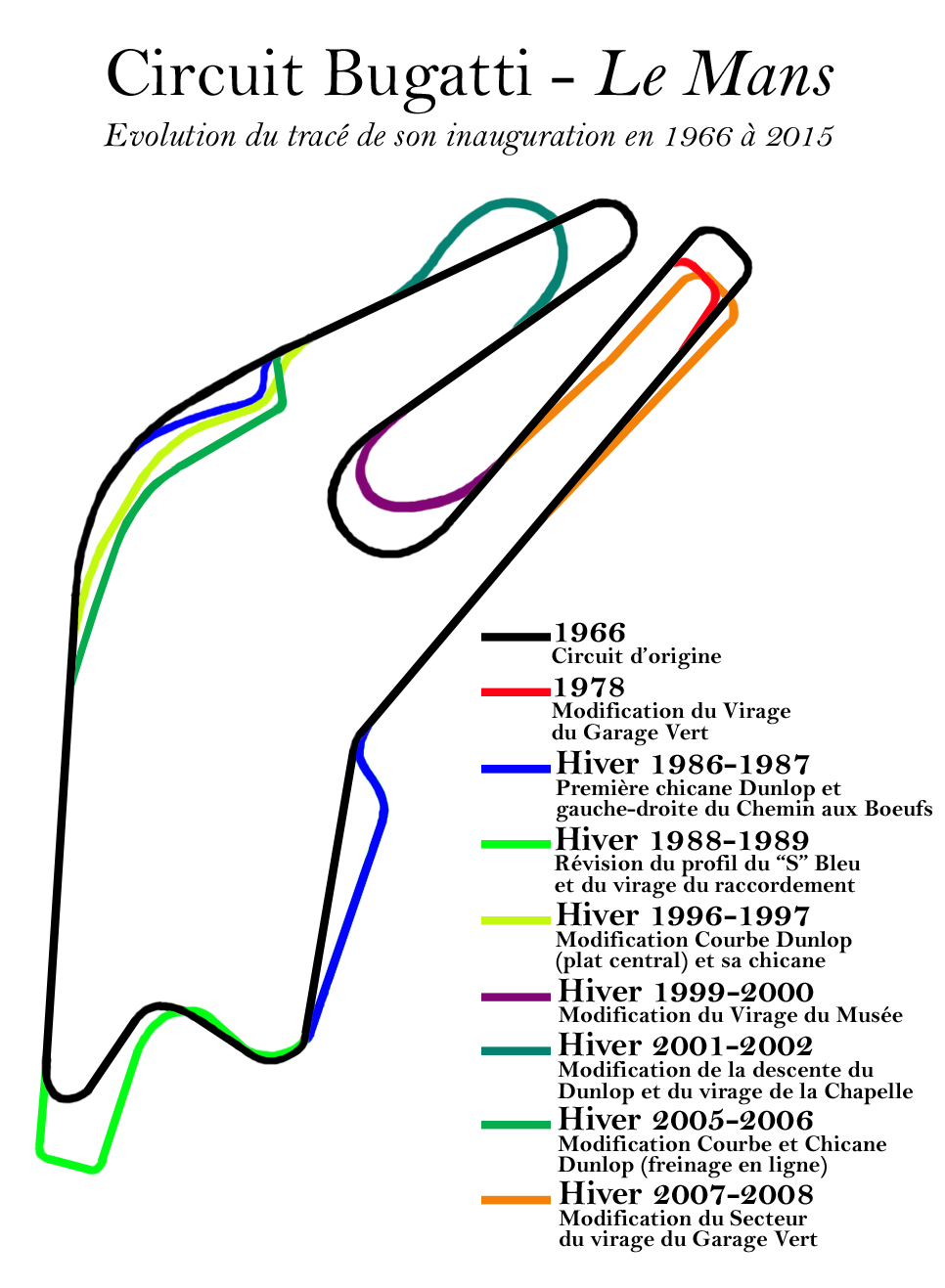
Évolution du tracé du Circuit Bugatti de 1965 à 2008

## Galerie

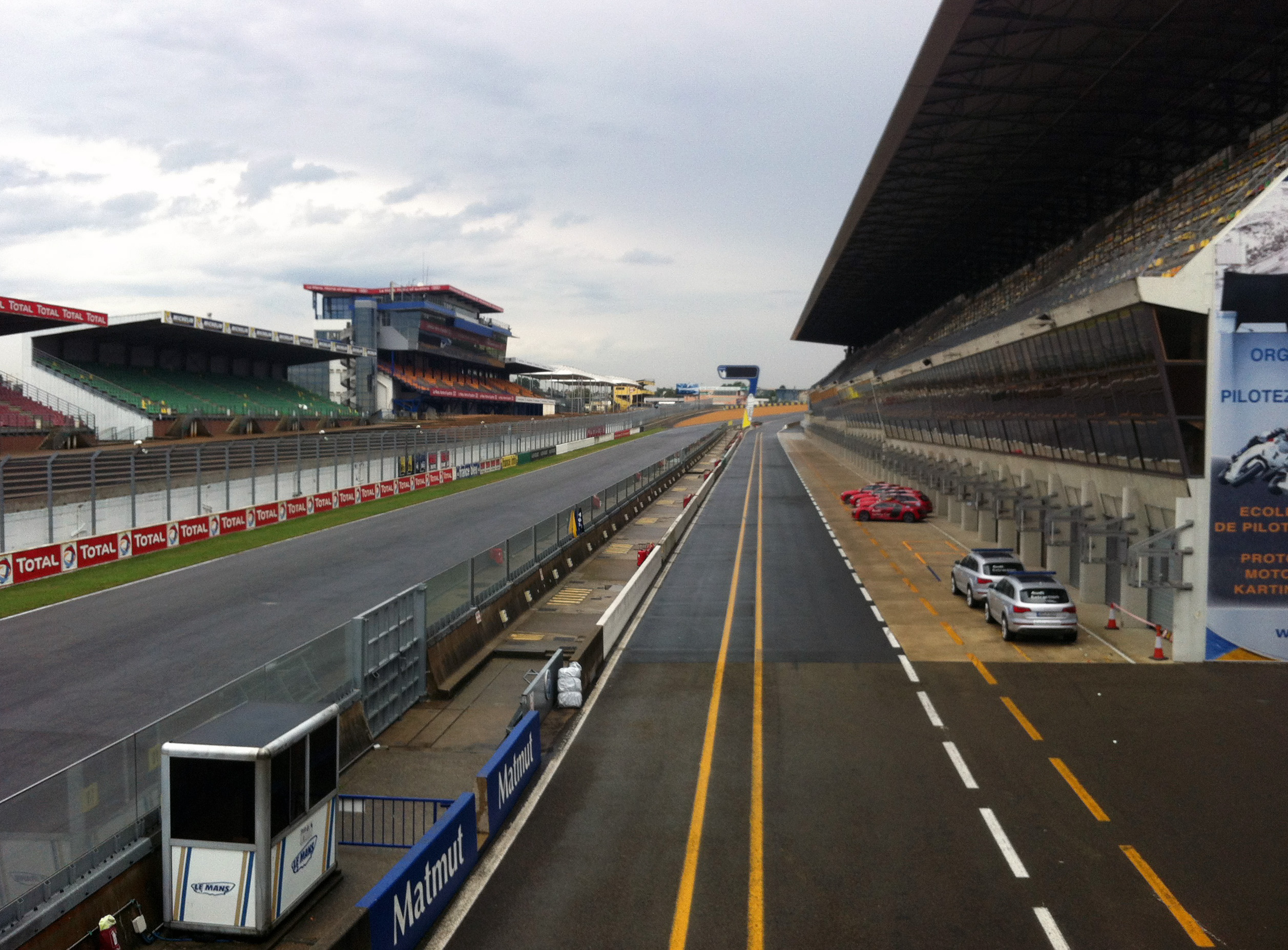
Les stands, la ligne droite et les tribunes du circuit.
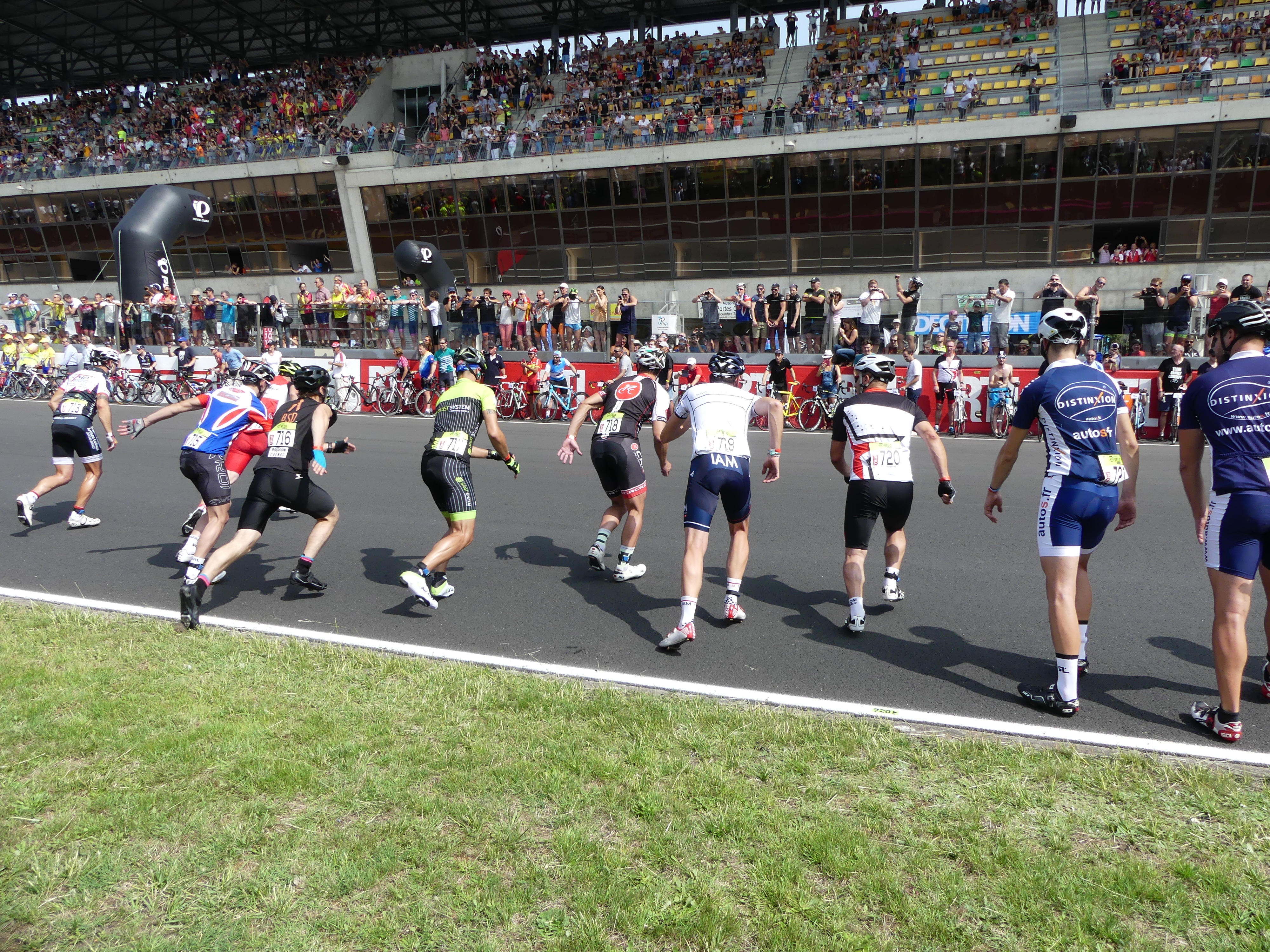
Départ type 24 heures du Mans (24 H du mans vélo 2017)[N 4]
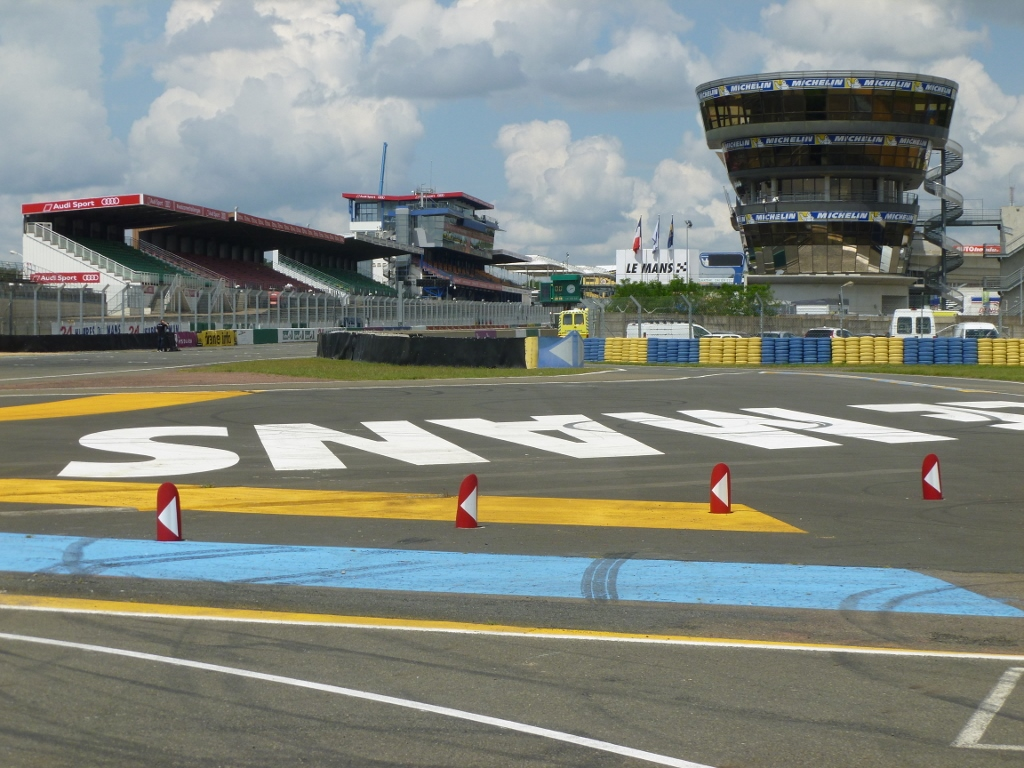
L'entrée de la ligne droite des stands depuis le virage du raccordement.
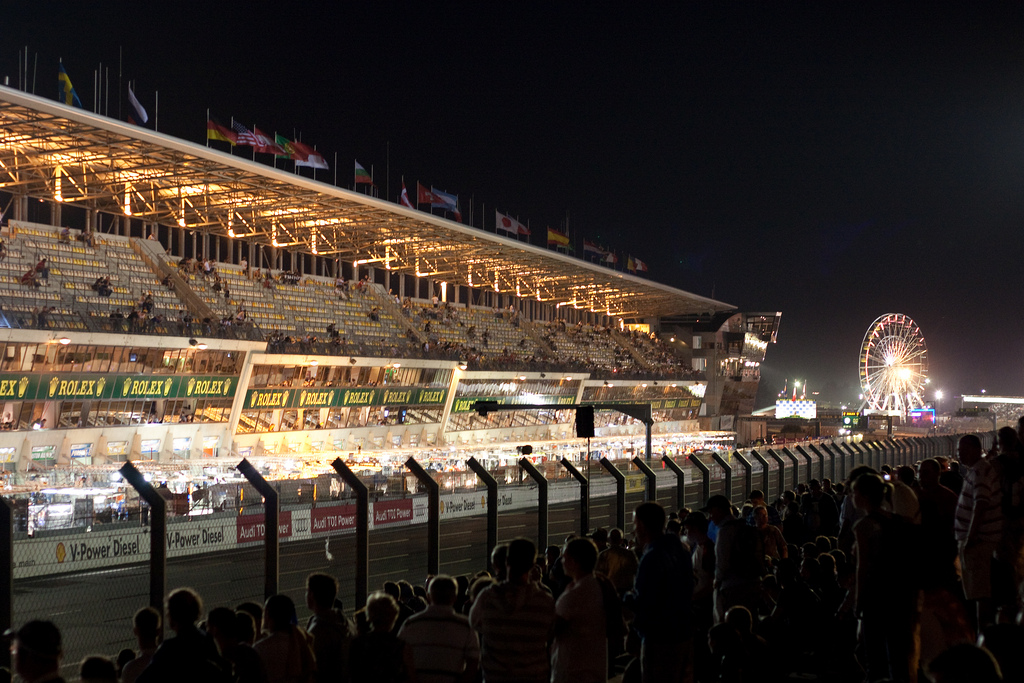
La ligne des stands et la tribune principale de nuit.
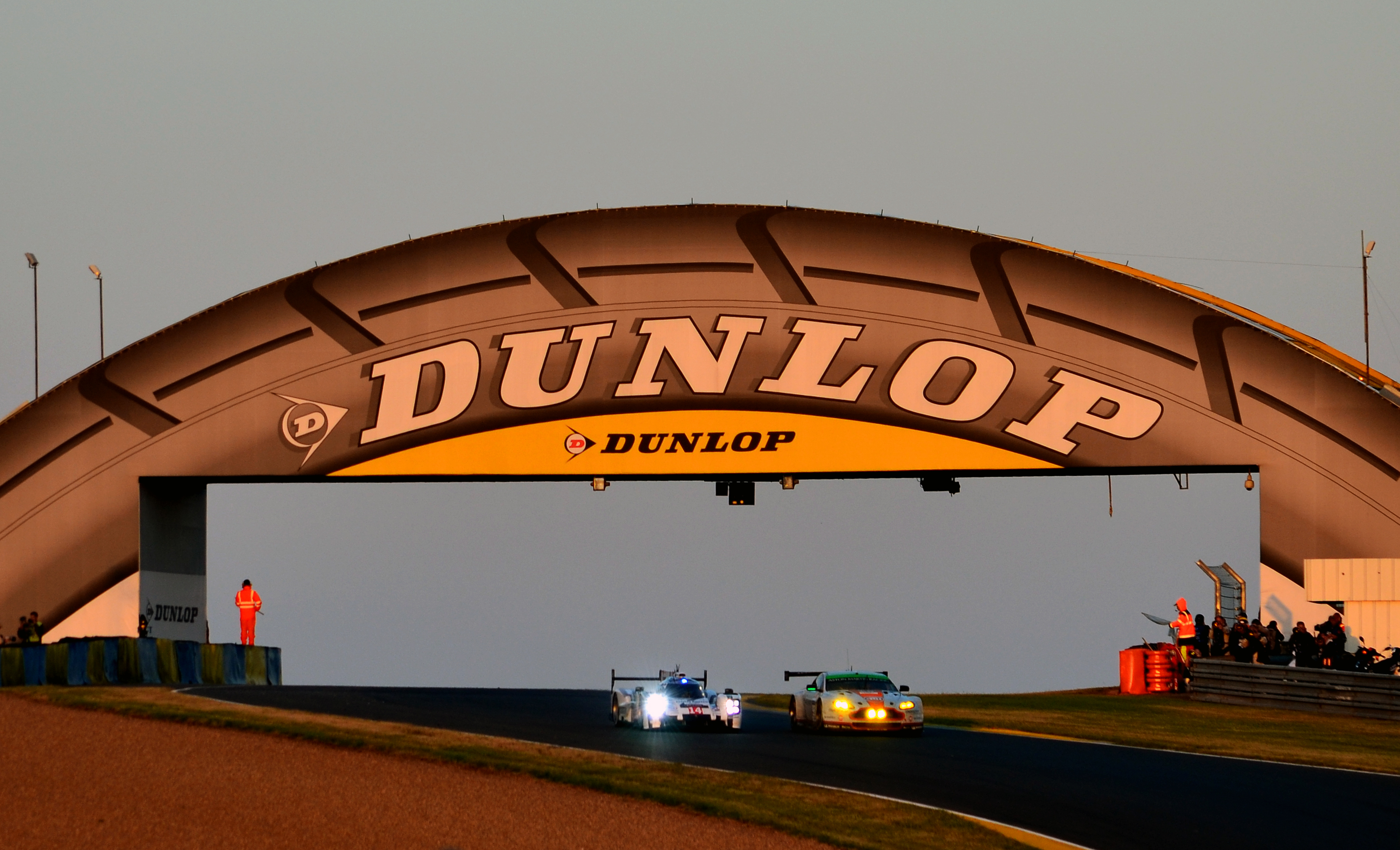
La passerelle Dunlop qui suit la chicane homonyme.